# Gil Roberts
Gil Roberts (né le 15 mars 1989 à Oklahoma City) est un athlète américain spécialiste du 400 mètres.

## Biographie
Le 27 juin 2009, Roberts se classe deuxième de la finale du 400 m des Championnats des États-Unis 2009 de Eugene avec le temps de 44 s 93, derrière son compatriote LaShawn Merritt. Il obtient à cette occasion sa qualification pour les Championnats du monde d'athlétisme 2009 de Berlin.
Son record personnel sur 400 m est de 44 s 86, réalisé le 17 mai 2009 à Lubbock (Texas).
En février 2012, Gil Roberts décroche le titre du 400 m des Championnats des États-Unis en salle tenus à Albuquerque, en portant son record personnel à 45 s 39. Début mars, il remporte le titre du relais 4 × 400 mètres des Championnats du monde en salle 2012, à Istanbul, aux côtés de ses compatriotes Frankie Wright, Calvin Smith, Jr. et Manteo Mitchell. L'équipe des États-Unis devance le Royaume-Uni et Trinité-et-Tobago.
Le 28 juin 2014, il remporte les championnats américains à Sacramento en 44 s 53 devant Josh Mance, 44 s 89 et Kyle Clemons, 45 s 00.
En 2017, il est contrôlé positif à un test antidopage mais se défend rapidement en expliquant que cela serait arrivé en embrassant sa compagne. Il n'est pas suspendu pour cette infraction.

## Palmarès
| Date | Compétition                    | Lieu             | Résultat | Épreuve   | Temps         |
| ---- | ------------------------------ | ---------------- | -------- | --------- | ------------- |
| 2012 | Championnats du monde en salle | Istanbul         | 1er      | 4 × 400 m |               |
| 2014 | Ligue de diamant               | Ligue de diamant | 2e       | 400 m     | détails       |
| 2016 | Jeux olympiques                | Rio de Janeiro   | 1er      | 4 × 400 m | 2 min 57 s 30 |
| 2017 | Championnats du monde          | Londres          | 2e       | 4 x 400 m | 2 min 58 s 61 |
| 2017 | Ligue de diamant               | Ligue de diamant | 2e       | 400 m     | 44 s 54       |

### National
- Championnats des États-Unis :
  - vainqueur du 400 m en 2014

## Records
| Épreuve | Épreuve      | Performance | Lieu        | Date                            |
| ------- | ------------ | ----------- | ----------- | ------------------------------- |
| 400 m   | En plein air | 44 s 53     | Sacramento  | 28 juin 2014                    |
| 400 m   | En salle     | 45 s 39     | Albuquerque | 10 février 2012 26 février 2012 |